# Brie (Deux-Sèvres)
Brie is een plaats en voormalige gemeente in het Franse departement Deux-Sèvres in de regio Nouvelle-Aquitaine en telt 187 inwoners (2004). De plaats maakt deel uit van het arrondissement Bressuire.

## Geschiedenis
Op 1 januari 1973 ging Brie op in de gemeente Oiron. Op 14 februari 1983 werd Brie weer een zelfstandige gemeente. Op 1 januari 2019 gefuseerde Brie wederom met Oiron en de gemeenten Saint-Jouin-de-Marnes en Taizé-Maulais tot de commune nouvelle Plaine-et-Vallées.

## Geografie
De oppervlakte van Brie bedraagt 12,0 km², de bevolkingsdichtheid is 15,6 inwoners per km².
De onderstaande kaart toont de ligging van Brie (Deux-Sèvres) met de belangrijkste infrastructuur en aangrenzende gemeenten.

## Demografie
Onderstaande figuur toont het verloop van het inwonertal.
Bilazais · Brie · Maulais · Noizé · Oiron · Saint-Jouin-de-Marnes · Taizé